# Гіттенмейстер
Гіттенмейстер (нім. Huttenmeister, від нім. Hutte, плавильня, і нім. Meister, начальник, майстер) — старший плавильник на гірничих заводах. Згадується в середньовічних виданнях з гірництва, зокрема, в книзі «De Re Metallica» Георга Агріколи (1556 р.): 
| «Штуфи руд, які витягуються в самородному або лише в сирому вигляді, зокрема срібло самородне або сире срібло свинцевого або попелясто-сірого кольору, гіттенмейстери плющать на камені важкими чотиригранними молотами». |
| "Гіттенмейстер легує мідь відповідно до тієї чи іншої кількості срібла, що міститься в одному його центнері, зі свинцем, без чого відділення міді від срібла неможливе. При середньому вмісті срібла в міді він робить чотири лігатури." |